# Рудка (Радомщанський повіт)
Рудка (пол. Rudka) — село в Польщі, у гміні Вельґомлини Радомщанського повіту Лодзинського воєводства.
Населення — 231 особа (2011).
У 1975-1998 роках село належало до Пйотрковського воєводства.

## Демографія
Демографічна структура станом на 31 березня 2011 року:
|          | Загалом | Допрацездатний вік | Працездатний вік | Постпрацездатний вік |
| -------- | ------- | ------------------ | ---------------- | -------------------- |
| Чоловіки | 118     | 21                 | 80               | 17                   |
| Жінки    | 113     | 29                 | 44               | 40                   |
| Разом    | 231     | 50                 | 124              | 57                   |